# Zapasy na Igrzyskach Azjatyckich 2010
Zapasy na Igrzyskach Azjatyckich 2010, odbyły się w dniach 21 – 26 listopada 2010 w hali Huagong w Guanghzou. W tabeli medalowej tryumfowali zapaśnicy z Iranu, którzy zdobyli siedem złotych medali.

## Medaliści

### Styl wolny mężczyzn
| Konkurencja |                           |                            |                            |
| ----------- | ------------------------- | -------------------------- | -------------------------- |
| 55 kg       | Dilshod Mansurov          | Yang Kyong-il              | Yasuhiro Inaba             |
| 55 kg       | Dilshod Mansurov          | Yang Kyong-il              | Kim Hyo-seop               |
| 60 kg       | Gandzorigijn Mandachnaran | Hiroyuki Oda               | Gao Feng                   |
| 60 kg       | Gandzorigijn Mandachnaran | Hiroyuki Oda               | Däuren Żumagazijew         |
| 66 kg       | Tatsuhiro Yonemitsu       | Mahdi Taghawi              | Yang Chun-song             |
| 66 kg       | Tatsuhiro Yonemitsu       | Mahdi Taghawi              | Leonid Spiridonow          |
| 74 kg       | Sadegh Gudarzi            | Kazuyuki Nagashima         | Dordżwaanczigijn Gombdordż |
| 74 kg       | Sadegh Gudarzi            | Kazuyuki Nagashima         | Lee Yun-seok               |
| 84 kg       | Dżamal Mirzaji            | Lee Jae-sung               | Pürweegijn Ösöchbaatar     |
| 84 kg       | Dżamal Mirzaji            | Lee Jae-sung               | Jermiek Bajduaszow         |
| 96 kg       | Reza Jazdani              | Kurban Kurbanow            | Takao Isokawa              |
| 96 kg       | Reza Jazdani              | Kurban Kurbanow            | Mausam Khatri              |
| 120 kg      | Artur Tajmazow            | Dżargalsajchany Czuluunbat | Liang Lei                  |
| 120 kg      | Artur Tajmazow            | Dżargalsajchany Czuluunbat | Fardin Masumi              |

### Styl klasyczny mężczyzn
| Konkurencja |                     |                      |                     |
| ----------- | ------------------- | -------------------- | ------------------- |
| 55 kg       | Kōhei Hasegawa      | Kanybek Dżołczubekow | Li Shujin           |
| 55 kg       | Kōhei Hasegawa      | Kanybek Dżołczubekow | Marat Käryszałow    |
| 60 kg       | Omid Nouruzi        | Jeong Ji-hyeon       | Ravinder Singh      |
| 60 kg       | Omid Nouruzi        | Jeong Ji-hyeon       | Ryūtarō Matsumoto   |
| 66 kg       | Sa’id Abdewali      | Darchan Bajachmetow  | Sunil Kumar Rana    |
| 66 kg       | Sa’id Abdewali      | Darchan Bajachmetow  | Tsutomu Fujimura    |
| 74 kg       | Danijar Köbönow     | Tsukasa Tsurumaki    | Farszad Alizade     |
| 74 kg       | Danijar Köbönow     | Tsukasa Tsurumaki    | Park Jin-sung       |
| 84 kg       | Taleb Nematpur      | Lee Se-yeol          | Ałchazur Özdijew    |
| 84 kg       | Taleb Nematpur      | Lee Se-yeol          | Dżanarbek Kendżejew |
| 96 kg       | Babak Ghorbani      | Äset Mämbetow        | An Chang-gun        |
| 96 kg       | Babak Ghorbani      | Äset Mämbetow        | Dawyd Sałdadze      |
| 120 kg      | Nurmachan Tinalijew | Liu Deli             | Muroddżon Tujczijew |
| 120 kg      | Nurmachan Tinalijew | Liu Deli             | Ali Nadhim          |

### Styl wolny kobiet
| Konkurencja |                          |                        |                  |
| ----------- | ------------------------ | ---------------------- | ---------------- |
| 48 kg       | So Sim-hyang             | Nguyễn Thị Lụa         | Hitomi Sakamoto  |
| 48 kg       | So Sim-hyang             | Nguyễn Thị Lụa         | Kim Hyeong-ju    |
| 55 kg       | Saori Yoshida            | Zhang Lan              | Ajym Abdildina   |
| 55 kg       | Saori Yoshida            | Zhang Lan              | Pak Yon-hui      |
| 63 kg       | Jelena Szałygina         | Oczirbatyn Nasanburmaa | Park Sang-eun    |
| 63 kg       | Jelena Szałygina         | Oczirbatyn Nasanburmaa | Chen Meng        |
| 72 kg       | Gelegdżamcyn Naranczimeg | Li Dan                 | Kyōko Hamaguchi  |
| 72 kg       | Gelegdżamcyn Naranczimeg | Li Dan                 | Giuzel Maniurowa |

## Tabela medalowa
Gospodarz zawodów został zaznaczony kolorem.
| Poz.    | Państwo          |    |    |    | Łącznie |
| ------- | ---------------- | -- | -- | -- | ------- |
| 1       | Iran             | 7  | 1  | 2  | 10      |
| 2       | Japonia          | 3  | 3  | 6  | 12      |
| 3       | Kazachstan       | 2  | 2  | 7  | 11      |
| 4       | Mongolia         | 2  | 2  | 2  | 6       |
| 5       | Uzbekistan       | 2  | 1  | 1  | 4       |
| 6       | Korea Północna   | 1  | 1  | 2  | 4       |
| 7       | Kirgistan        | 1  | 1  | 1  | 3       |
| 8       | Korea Południowa | 0  | 3  | 6  | 9       |
| 9       | Chiny            | 0  | 3  | 4  | 7       |
| 10      | Wietnam          | 0  | 1  | 0  | 1       |
| 11      | Indie            | 0  | 0  | 3  | 3       |
| 12      | Irak             | 0  | 0  | 1  | 1       |
| 12      | Tadżykistan      | 0  | 0  | 1  | 1       |
| Łącznie | Łącznie          | 18 | 18 | 36 | 72      |